# Warren Garst

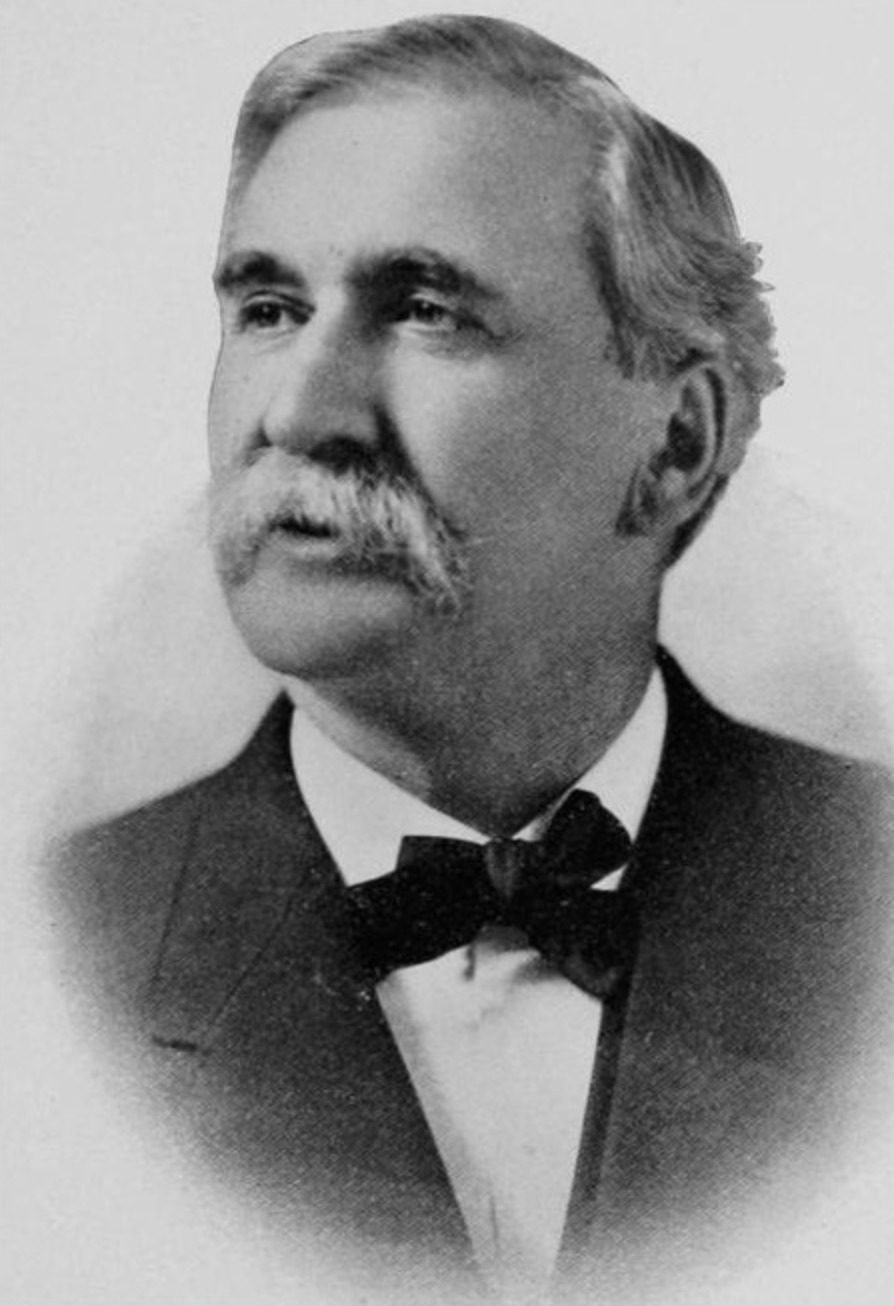
Warren Garst

Warren Garst (* 4. Dezember 1850 in Dayton, Ohio; † 5. Oktober 1924) war ein US-amerikanischer Politiker (Republikanische Partei) und von 1908 bis 1909 der 19. Gouverneur des Bundesstaates Iowa.

## Frühe Jahre
Im Alter von acht Jahren zog Warren Garst mit seinen Eltern nach Illinois. Von dort zog er um 1869 nach Coon Rapids in Iowa, wo er mit seinem Bruder einen Gemischtwarenladen betrieb. Garst war einer der Gründer der Iowa Savings Bank in Coon Rapids.

## Politische Laufbahn
Garst verbrachte sechs Legislaturperioden im Senat von Iowa, ehe er im Jahr 1906 zum Vizegouverneur seines Staates gewählt wurde. Dieses Amt übte er von 1907 bis 1908 aus. Als Gouverneur Albert B. Cummins am 24. November 1908 von seinem Amt zurücktrat, um in den US-Senat zu wechseln, musste Garst dessen restliche Amtszeit als Gouverneur beenden. Das waren in diesem Fall nur wenige Wochen bis zum 14. Januar 1909. In dieser Zeit führte er die Politik seines Vorgängers fort. Ein Versuch, selbst in das Amt des Gouverneurs gewählt zu werden, scheiterte knapp.

## Weiterer Lebenslauf
Nach dem Ende seiner Gouverneurszeit wurde Garst im Jahr 1913 Industriebeauftragter seines Staates. Danach zog er sich aus der Politik zurück. Er starb am 5. Oktober 1924 und wurde in Des Moines beigesetzt. Warren Garst war zweimal verheiratet und hatte insgesamt drei Kinder.